# Walking with the Enemy
Walking with the Enemy è un film del 2013 diretto da Mark Schmidt, con protagonista Ben Kingsley.

## Trama
Alla vigilia dell'occupazione tedesca dell'Ungheria nel 1944, mentre la presenza nazista e le leggi antisemite aumentano a Budapest, il proprietario di un negozio di riparazioni radio ebreo József  manda a casa i due giovani che lavorano per lui, Elek Cohen e Ferenc Jacobson . Ottengono certificati di battesimo falsi da un prete cattolico e spingono le loro famiglie a usarli per fuggire dall'Ungheria quando loro stessi sono costretti a unirsi al servizio di lavoro ungherese, in cui gli uomini ebrei vengono trattati brutalmente, fucilati se non riescono a tenere il passo o sono feriti mentre lavorano al lavoro. Nel frattempo, Carl Lutz (William Hope) dirige l'ufficio diplomatico svizzero presso la Glass House di Budapest. Presumibilmente, chiunque abbia un passaporto svizzero può tranquillamente lasciare l'Ungheria perla Svizzera. Gli fu dato il permesso di rilasciare 8.000 pass a singoli ebrei, ma interpretò questo come famiglie, e stampò e numerò i pass di conseguenza.
Quando Elek e Ferenc fuggono dal servizio di lavoro, trovano la strada per tornare a casa e scoprono che le loro famiglie sono state mandate via. La casa di Elek è stata saccheggiata e trova i certificati di battesimo attaccati sul retro di una foto di famiglia che salva. Nel frattempo, Horthy negozia segretamente con Stalin per un armistizio con gli Alleati, ma i nazisti vengono a sapere di questo, rapiscono suo figlio, assaltano il Castello di Buda e viene rovesciato, in seguito imprigionato in Germania. Al suo posto, il partito fascista ungherese delle Croci Frecciate assume il potere, guidato da Ferenc Szálasi, che collabora con i nazisti nel rastrellamento degli ebrei.
D'istinto, Elek e Ferenc iniziano a fare tutto il possibile per salvare le famiglie ebree e alla fine iniziano a lavorare con Lutz. Prima che i nazisti si concentrassero sull'eliminazione degli ebrei dall'Ungheria, Elek incontrò una ragazza ebrea di nome Hannah . Una sera, qualche tempo dopo, gli ufficiali nazisti la seguono dove si nascondono molti ebrei, tra cui Elek. Elek li uccide prima che possano violentare Hannah. Più tardi Elek, che parla correntemente tedesco, e Ferenc dissotterrano i corpi degli ufficiali nazisti e prendono le loro uniformi. Per mesi la loro impavida i personificazione di ufficiali delle SS permette loro di fingere di radunare gli ebrei per il trasporto mentre salvano migliaia di persone reindirizzandoli verso case sicure. Una volta lì, alle cure degli svizzeri , gli ebrei iniziano il loro viaggio verso la libertà.
La storia termina con l'assedio di Budapest e l'esercito russo sconfigge i nazisti occupanti. Elek viene ucciso da un tenente delle SS quando suo figlio lascia un gruppo di ebrei catturati per abbracciarlo e chiamarlo per nome. Il tenente viene ucciso a sua volta dal comandante tedesco stanco di disobbedire agli ordini.
Come epitaffio la storia salta tredici anni, al 1958. Elek junior è emigrato a New York City e viene mostrato al matrimonio di suo figlio adottivo. Questo film è stato ispirato da eventi reali e i poscritti del film recitano: "Questo film è stato ispirato dal coraggio di Pinchas Rosenbaum i cui passaporti e missioni di salvataggio hanno salvato migliaia di vite. La sua famiglia fu uccisa ad Auschwitz insieme a 500.000 ebrei ungheresi. Il tenente colonnello delle SS Otto Skorzeny si arrese all'esercito americano. Dopo processi e rappresaglie, morì nel 1975. Dieter Wisliceny fu impiccato nel 1948 per crimini di guerra. Ferenc Szalasi fu impiccato nel 1946 per crimini di guerra e alto tradimento. Il capitano delle Croci Frecciate Kovarcz fu impiccato nel 1946 per crimini di guerra. Adolf Eichmann fuggì in Argentina e fu successivamente catturato da agenti israeliani. Fu condannato per crimini contro l'umanità e impiccato nel 1962. Il reggente Horthy e suo figlio furono tenuti in prigionia tedesca fino a dopo la guerra. Non tornarono mai più in Ungheria a causa dell'occupazione sovietica e morirono in Portogallo nel 1957 e nel 1993. Carl Lutz ha fondato la Legione Svizzera The Glass House ed è onorato per le vite che ha salvato. Morì nel 1976. Dopo la guerra, Rosenbaum parlava raramente delle sue gesta eroiche. Morì nel 1980 e sua moglie morì nel 2010. Sono sopravvissuti a tre figli. Nel 2005, il memoriale Scarpe sulla riva del Danubio è stato dedicato a Budapest per onorare le vittime uccise durante il terrore nazista e delle Croci Frecciate.

## Produzione
I Liberty Studios sono stati creati e fondati dal regista Mark Schmidt proprio per produrre e girare questo progetto.
Le riprese del film si svolgono tra lo stato della California e Bucarest.

### Cast
I produttori del film appaiono nella pellicola in dei camei: Randy Williams è un ufficiale nazista, Christopher Williams riveste il ruolo del pittore Jacob, mentre Brian Schmidt e Shaun Schmidt, produttori associati, sono le guardie del movimento Croce frecciata.

### Titolo
Il titolo iniziale del film era The Glass House, poi cambiato nell'attuale.

## Promozione
Il primo trailer del film viene diffuso online il 2 dicembre 2013.

## Distribuzione
La pellicola è stata presentata in anteprima mondiale all'Hamptons International Film Festival il 13 ottobre 2013.